# Stefano Bellone
Stefano Bellone (Milánó, 1955. április 23. –) világbajnoki ezüstérmes, olimpiai bronzérmes olasz párbajtőrvívó.